# Баріатрична хірургія
Баріатри́чна хірургі́я — розділ хірургії, що займається лікуванням ожиріння. Хоча в цілому термін «баріатрія» (від грец. Βάρος «вага, тяжкість» + ἰατρεία «лікування») можна правомірно використовувати щодо будь-яких способів зниження зайвої ваги (наприклад дієтології, медикаментозним способом лікування) проте традиційно під баріатричними методиками мають на увазі хірургію зайвої ваги .

## Показання до баріатричних операцій
Хірургічне лікування ожиріння застосовується за показаннями, виробленими Міжнародною асоціацією баріатричних хірургів і ендокринологів (IFSO).
1. Індекс маси тіла > 35 кг/м2.
2. Наявність і прогресування супутніх захворювань на тлі ожиріння.
3. Рефрактерність до терапевтичних методів лікування

## Протипоказання до операцій
Основні протипоказання до операцій:
- серйозні загальні захворювання, що є протипоказанням до загальної анестезії
- вагітність і лактація
- психічні захворювання в анамнезі
- алкоголізм і наркоманія

## Види операцій
До баріатричних операцій належать:
- бандажування шлунку;
- шлункове шунтування;
- біліопанкреатичне шунтування;
- операція SADI;
- різні варіанти гастропластики.

Баріатричні операції, що допомагають позбавитися від зайвої ваги, можна розділити на три групи:
- рестриктивні операції, які створюють звуження в області верхнього відділу шлунково-кишкового тракту і тим самим знижують кількість їжі, що з'їдається (внутрішньошлунковий балон, бандажування шлунка);
- мальабсорбтивні операції, які знижують всмоктування поживних речовин в шлунково-кишковому тракті (наприклад, біліопанкреатичне шунтування);
- комбіновані операції, що поєднують обидва принципи (наприклад, шлункове шунтування).

Варто звернути увагу, що такі операції, як ліпосакція й абдомінопластика, не є баріатричні операціями і для цілей зниження ваги не застосовуються.
Найчастіше трапляються різновиди баріатричних операцій, що сприяють зниженню ваги, — бандажування шлунка, гастропластика і шлункове шунтування.
Сьогодні у світі застосовується кілька стандартних баріатричних операцій:
- бандажування шлунка (gastric banding)
- рукавна гастропластика (sleeve gastrectomy)
- шлункове шунтування (gastric bypass)
- біліопанкреатичне шунтування (biliopancreatic bypass)

При бандажуванні на верхню частину шлунка накладається кільце (як правило, силіконове). Бандажування шлунка — найбільш безпечне та атравматичне оперативне втручання для пацієнта серед баріатричних операцій. Разом з тим воно ж є найскладнішим і важким в плані організації післяопераційного періоду. Бандажування дозволяє домогтися зниження ваги на 50—60 % від надлишкової маси тіла. Такий шлунок вміщує зовсім мало їжі, і крім цього, тонкий рукав цьому перешкоджає для вільного проходження їжі.
При рукавній гастропластиці велика частина шлунка видаляється, а з решти формується тонка трубка (рукав) діаметром 1 см.
При шлунковому шунтуванні шлунок прошивається титановими скріпками, тим самим він розділяється на два відділи: маленький, обсягом 50 мл, і великий (решта шлунку). До маленького шлунку підшивається тонка кишка коротким шляхом. Таким чином, людина після цієї операції може з'їсти зовсім мало, щобільше, значна частина з'їденої їжі проходить по короткому шляху, тим самим знижується всмоктування поживних речовин. Ця операція дає 80 % зниження надлишкової маси тіла.
При біліопанкреатичному шунтування шлунок також прошивається скріпками та до отриманого малому шлунку підшивається тонка кишка.
Відмінності від шлункового шунтування полягають в тому, що обсяг малого шлунка становить не 50, а 200 мл, але найголовніше, що тонка кишка підшивається по зовсім короткому шляху — так, що для всмоктування жирів залишається всього близько 50 см тонкої кишки. Тому провідним механізмом зниження ваги при цій операції є дуже істотне зниження всмоктування поживних речовин. Операція дає 90 % зниження надлишкової маси тіла.
Післяопераційний догляд відіграє важливу роль у досягненні найкращих результатів і запобіганні ускладненням. Пацієнтам рекомендується дотримуватися спеціальної дієти, регулярно проходити огляди у лікаря та слідувати рекомендаціям щодо фізичної активності.
Післяопераційний догляд відіграє важливу роль у досягненні найкращих результатів і запобіганні ускладненням. Пацієнтам рекомендується дотримуватися спеціальної дієти, регулярно проходити огляди у лікаря та слідувати рекомендаціям щодо фізичної активності. Важливість дотримання дієти полягає в тому, що правильне харчування допомагає не тільки зберегти досягнуту втрату ваги, але й запобігає можливим ускладненням, таким як дефіцит вітамінів і мінералів, проблеми з травленням або розвиток гастриту. Дієта, яку прописує лікар, розроблена з урахуванням потреб організму після операції і включає малу кількість калорій, легкозасвоювані продукти та обмеження певних видів їжі. Дотримання цього режиму допомагає відновленню шлунково-кишкового тракту та зміцненню загального стану здоров'я, дозволяючи пацієнтам уникнути побічних ефектів і швидше адаптуватися до нових умов життя.